# Казыдуб, Галина Алексеевна
Галина Алексеевна Казыдуб — советский хозяйственный, государственный и политический деятель, Герой Социалистического Труда.

## Биография
Родилась 25 января 1936 года в деревне Нижняя Истока.
С 1951 года — на хозяйственной, общественной и политической работе. В 1951—1991 гг. — доярка на ферме местного колхоза «Коммунар», доярка совхоза «Ярульский» Ирбейского района Красноярского края, надоила на фуражную корову 4500 литров молока при плане 2600 литров.
Указом Президиума Верховного Совета СССР от 8 апреля 1971 года присвоено звание Героя Социалистического Труда с вручением ордена Ленина и золотой медали «Серп и Молот».
Избиралась депутатом Верховного Совета РСФСР 8-го и 9-го созывов.